# اخليلة (بني سجود)
اخليلة هو دُوَّار يقع بجماعة أمتار، إقليم شفشاون، جهة طنجة تطوان الحسيمة في المملكة المغربية. ينتمي الدوّار لمشيخة بني سجود التي تضم 10 دواوير. يقدر عدد سكانه بـ 920 نسمة حسب الإحصاء الرسمي للسكان والسكنى لسنة 2004.

## روابط خارجية
- البوابة الوطنية للجماعات الترابية
- المندوبية السامية للتخطيط